# قندهار (فلم 2023)
قندهار (بالإنجليزية: Kandahar) هو فيلم أكشن إثارة أمريكي لعام 2023 من إخراج ريك رومان. الفيلم من بطولة ترافيس فيميل، جيرارد بتلر، أوليفيا ماي باريت، علي فضل ونافيد نجيبان.

## وصلات خارجية
- مقالات تستعمل روابط فنية بلا صلة مع ويكي بيانات